# Lakovka ametystová
Lakovka ametystová (Laccaria amethystina) je jedlá houba fialové barvy z čeledi lanýžovcovitých.

## Popis
Hlavní poznávací znak lakovky ametystové je výrazná fialová barva.
Lakovky mají vyklenutý, později plochý až vmáčklý a často zvlněný klobouk s tlustými řídkými lupeny, úzký válcovitý dutý třeň s houževnatou dužninou.
Lupeny jsou vysoké 3 – 8 mm, široké, řídké, starší jsou často zkadeřené.
Třeň je vysoký 4 – 8 cm a tenký 3 – 10 mm, celý světle fialový, obyčejně pokřivený.
Dužnina je zprvu nafialovělá, později narůžovělá až bledě hnědavá.
Výtrusy jsou velké 7 – 10 mikrometrů a výtrusný prach je bílý.

## Výskyt
Lakovka ametystová roste hojně v listnatých lesích od července do listopadu.

## Použití
Lakovka ametystová je jedlá houba; pro svou fialovou barvu je zajímavá například pro ozvláštnění omáček nebo polévek, např. bramboračky. Třeně lakovek jsou příliš houževnaté, takže se obvykle konzumují pouze klobouky.

## Galerie

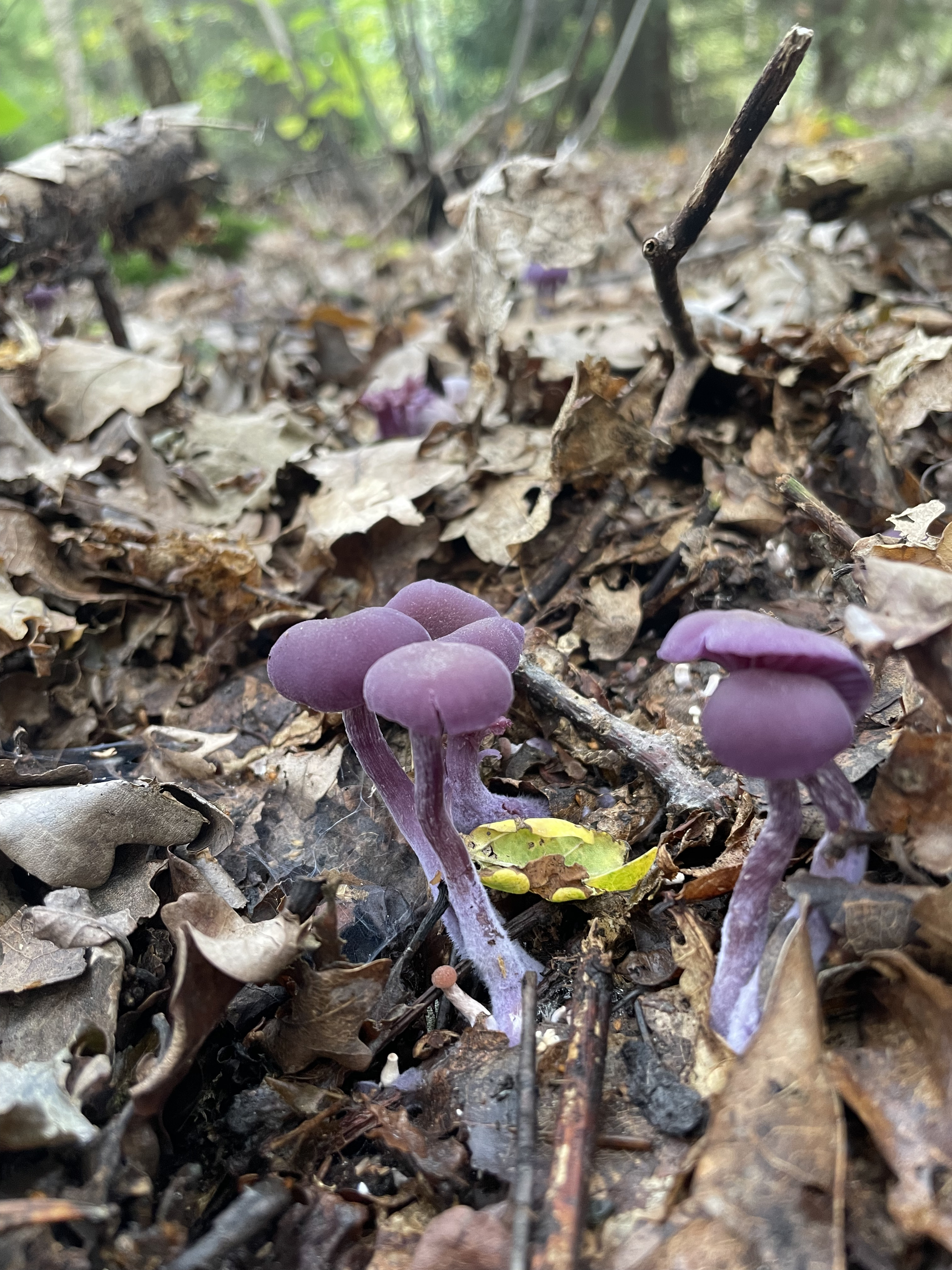
Trs Plodnic